# Bethlehemkapel (Oude Stad)
Dit overzicht is mogelijk incompleet; u kunt helpen door het uit te breiden.
De Bethlehemkapel (Tsjechisch: Betlémská kaple en Duits: Bethlehemskapelle) is een religieus gebouw uit de middeleeuwen in de Oude Stad van de Tsjechische hoofdstad Praag. De kapel werd geopend in het jaar 1394 en vanaf 1402 heeft de bekende Johannes Hus er gepredikt.
In de 18e eeuw werd het gebouw eigendom van de jezuïeten en verbouwd tot appartement. Onder het communistische regime van Tsjechoslowakije werd het gebouw weer teruggebracht tot de staat die het had in de tijd van Hus. Het grootste deel van de buitenkant van de kapel heeft nog steeds het middeleeuwse uiterlijk. Sinds 1958 is de Bethlehemkapel een kulturní památka (cultureel monument) en sinds 2002 een národní kulturní památka (nationaal cultureel monument).